# Szczepicze
Szczepicze (biał. Шчэпічы; ros. Щепичи) – agromiasteczko na Białorusi, w obwodzie mińskim, w rejonie kleckim, w sielsowiecie Szczepicze (którego nie jest stolicą), przy drodze republikańskiej P103.
Znajduje tu się przystanek kolejowy Szczepicze, położony na linii Osipowicze – Baranowicze.

## Historia
W dwudziestoleciu międzywojennym leżały w Polsce, w województwie nowogródzkim, w powiecie nieświeskim, w gminie Kleck. W 1921 miejscowość liczyła 256 mieszkańców, zamieszkałych w 47 budynkach, w tym 154 Białorusinów i 102 Polaków. 255 mieszkańców było wyznania prawosławnego i 1 rzymskokatolickiego.
Po II wojnie światowej w granicach Związku Sowieckiego. Od 1991 w niepodległej Białorusi.